# Маній Ацилій Глабріон (консул 186 року)
Маній Ацилій Глабріон (лат. Manius Acilius Glabrio; ? — після 192) — державний і політичний діяч Римської імперії, консул-суффект 173 року, ординарний консул 186 року.

## Життєпис
Походив з патриціанського роду Ациліїв. Син Маній Ацилія Глабріона Гней Корнелія Севера, консула 152 року. Користувався повагою та довірою з боку імператора Марка Аврелія. У 173 році став консулом-суффектом.
Після смерті Марка Аврелія Глабріон зберіг політичну вагу в сенаті, мав довіру імператора Коммода. Разом із ним у 186 році став консулом. Зумів зберегти рівновагу між таємними супротивниками імператора та його прихильниками. Після вбивства у 192 році Коммода зважаючи на авторитет та особисті якості Глабріона сенат запропонував йому посаду імператора, але той відмовився на користь Пертінакса. Подальша доля невідома.

## Родина
- Маній Ацилій Фавстін, консул 210 року.